# Georgina Verbaan

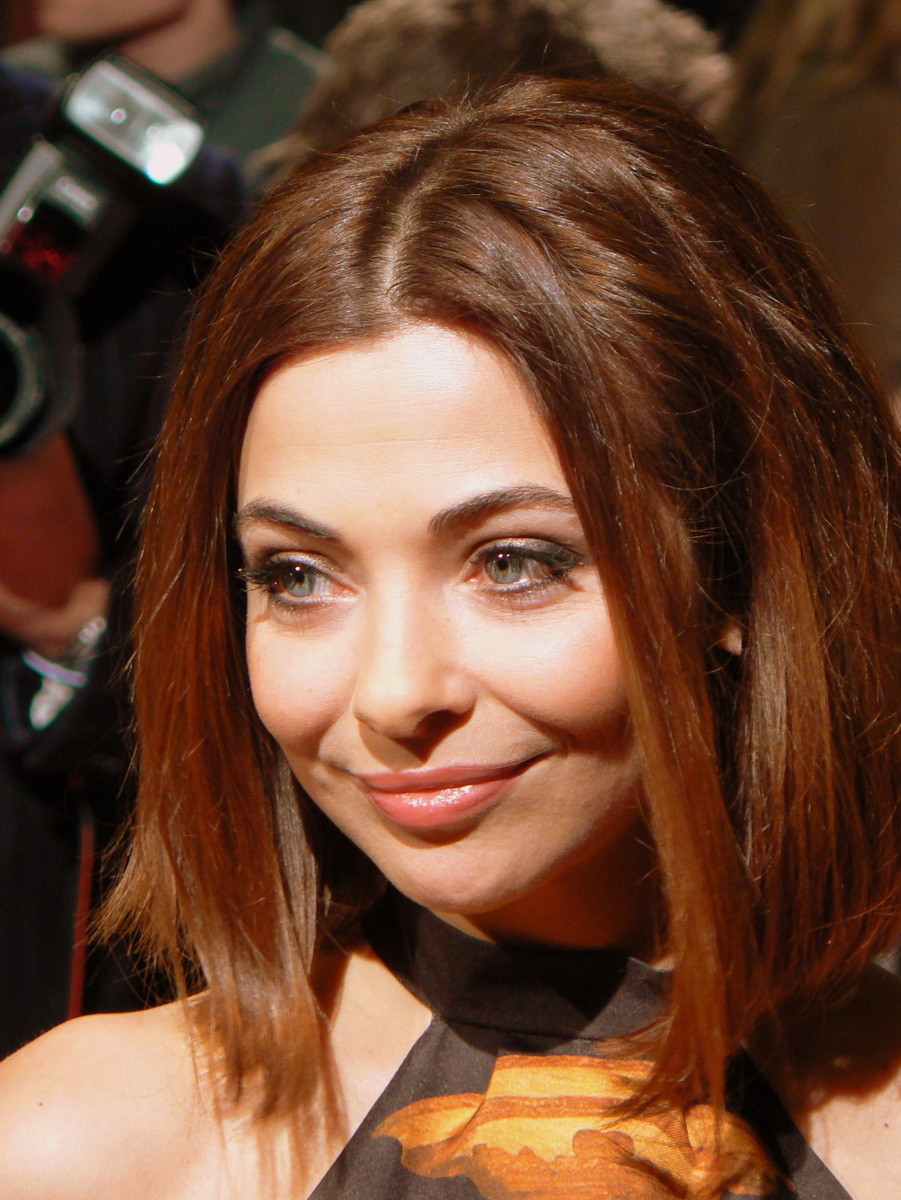
Georgina Verbaan, 2008

Georgina Carolina Verbaan (* 9. Oktober 1979 in Den Haag) ist eine niederländische, Sängerin, Moderatorin und Kolumnistin.

## Lebenslauf
Verbaan wurde 1979 in Den Haag geboren. Ihre Mutter ist Holländerin und ihr Vater stammt aus Niederländisch-Indien. 1990, im Alter von 11 Jahren, wirkte sie ein Jahr bei dem Kindermusicalensemble Harlekijn aus Zoetermeer mit. Ab 1991 nahm sie Unterricht an der Jeugdtheaterschool Rabarber in Den Haag.
Verbaan debütierte 1997 als Hedwig Harmsen (1997–2000) in der landesweit ausgestrahlten Seifenoper Goede tijden, slechte tijden. 1998 hatte sie eine Nebenrolle in der Comedy-Soap Hertenkamp von VPRO. In 2000 verließ sie die Serie um sich auf ihre Gesangskarriere zu konzentrieren. Verbaan brachte das Lied If You Want Me heraus, jedoch hatte dies nicht den erhofften Erfolg. Sie ergatterte die Rolle im Film Costa!, in der sie die Janet darstellte, die später zu Verbaans Alter Ego werden sollte. Während der Dreharbeiten war oft das Lied Ritmo! zu hören, dass oftmals alle mitsangen. Als Verbaan wieder zurück in den Niederlanden war, beschloss sie hiervon eine eigene Version heraus zu bringen. So erschien die Nummer unter dem Interpretennamen Georgina feat. Janet. In dem dazu gehörigen Videoclip erschien Verbaan als sie selbst, wie auch als Janet. Auch bei dem Lied C.O.S.T.A. sang sie mit. In der ersten Staffel der dazugehörigen Fernsehserie Costa! übernahm sie wieder die Rolle der Janet. Danach spielte Verbaan in dem Fernsehfilm Pista! die Rolle der Klaartje, einem Engel, der auf der Figur der Janet basiert. In der vierten und letzten Staffel der Fernsehserie Costa! kehrte Verbaan in der 17. Folge noch mal als Gast auf den Bildschirm zurück.
2004 war Verbaan Gastjurymitglied des Nationaal Songfestival, dem Vorentscheid zum Niederlande beim Eurovision Song Contest. Ab diesem Zeitpunkt wurde sie öfter angefragt Veranstaltungen zu präsentieren. So wurde sie das Gesicht einer 2005 ausgestrahlten Sendung im Stile der Versteckten Kamera namens Gotcha, war im gleichen Jahr Co-Moderatorin der komödiantischen Sendung De Milieuridders und nahm teil als Kandidatin in der ersten Staffel von Ranking the Stars (2006–2007). Danach trat sie weniger oft als Moderatorin in Erscheinung. Man sah sie noch in Noorderlicht Nieuws (2008), in deem Talkformat De Tafel van 5 (2009) und Ik wed dat ik het kan! (2009). Sie gehört auch zur Stammbesetzung des erfolgreichen Formats De Wereld Draait Door.
Da sie mittlerweile Steuerschulden hatte, beschloss Verbaan im Dezember 2004 in der niederländischen Ausgabe des Playboy in einer 12-seitigen Nacktstory zu erscheinen. Dies sorgte für einiges Aufsehen, da Verbaans Brüste plötzlich viel größer erschienen als zuvor. Verbaan ließ deshalb eigene Röntgenbilder anfertigen und veröffentlichen, um zu beweisen, dass es sich um ihre eigenen Brüste handelte. Bei einem zweiten Nacktreport, diesmal in der Zeitschrift LINDA. man im Jahr 2016, ließ sie verlauten, dass sie mit dem Playboy-Report unzufrieden gewesen sei. 2005 erhielt sie für ihre Darstellung in dem Film Joyride und Amazones den Negativpreis Gouden Ui in der Kategorie 'Schlechteste Schauspielerin'.
Verbaan ist eine überzeugte Vegetarierin. Die bekannte Schauspielerin zeigte mit verschiedenen Aktionen die Auswirkungen des Fleischkonsums auf Tiere. Georgina Verbaan stand bei der Parlamentswahl in den Niederlanden 2006 als prominentes Gesicht („Lijstduwer“) für die Partij voor de Dieren auf dem 26. und somit einem (bewusst) aussichtslosen Listenplatz. Sie erhielt immerhin 1.337 Stimmen. Auch 2017 stand ihr Name wieder auf der Kandidatenliste.
Im Januar 2008 erhielt sie den Beeld en Geluid Award, ausgereicht durch das Niederländische Institut für Bild und Ton (Beeld en Geluid), als 'Beste Actrice 2007' in der Kategorie 'Fiktion' für ihre Rolle in ’t Schaep met de 5 pooten. Im gleichen Jahr war sie auch Teilnehmerin der Sendung Wie is de Mol?. 2009 wurde sie von der Kritik sehr gelobt für ihre Darstellung in Oogverblindend (Internationaler Titel: Dazzle), zusammen mit Rutger Hauer; Regie führte der Avantgardefilmemacher Cyrus Frisch. In der niederländischen Presse wurde die Produktion als „der wichtigste niederländische Film des Jahres“ gefeiert. In den Jahren 2012 und 2013 nahm sie teil an dem Fernseh-Improvisationsformat In goed gezelschap. Seit 2013 hat Verbaan eine Kolumne in der Samstagsausgabe von nrc.next. Verbaan gewann 2013 auf dem Nederlands Film Festival ein Goldenes Kalb für ihre Nebenrolle in der Tragikomödie De Marathon. 2015 folgte das Goldene Kalb für die beste Schauspielerin in der romantischen Komödie De Surprise. Und 2017 erhielt sie den Gouden Notekraker.
Verbaan hatte von 2003 bis März 2008 eine Lebenspartnerschaft mit Jort Kelder. 2010 bekam sie mit dem Trompeter Rob van de Wouw eine Tochter. 2020 hatte Verbaan eine Beziehung mit der Schriftstellerin Maartje Wortel.

## Filmografie
| Film                                           | Film                                                   | Film                           | Film                                                  |
| Jahr                                           | Produktion                                             | Rolle                          | Anmerkungen                                           |
| ---------------------------------------------- | ------------------------------------------------------ | ------------------------------ | ----------------------------------------------------- |
| 1998                                           | Goede tijden, slechte tijden: De reünie                | Hedwig Harmsen                 | Fernsehfilm                                           |
| 1999                                           | Enigma                                                 | Dash                           | Fernsehfilm                                           |
| 2001                                           | Costa!                                                 | Janet                          |                                                       |
| 2001                                           | Soul Assassin                                          | Annemarie Stroo                |                                                       |
| 2002                                           | Volle maan                                             | Treesje Waanwolf               |                                                       |
| 2003                                           | Adrenaline                                             | Freya                          |                                                       |
| 2003                                           | Pista!                                                 | Klaartje                       |                                                       |
| 2004                                           | Erik of het klein insectenboek                         | Mevrouw Mug                    | nach einem Roman von Godfried Bomans                  |
| 2004                                           | Amazones                                               | Reneetje                       |                                                       |
| 2004                                           | 06/05                                                  | Birgit Maas                    |                                                       |
| 2005                                           | Joyride                                                | Chantal                        | Gouden Ui                                             |
| 2005                                           | Lulu                                                   | Zita                           | DVD-Film                                              |
| 2007                                           | Blind Date                                             | Lieve vrouw                    |                                                       |
| 2008                                           | Alibi                                                  | Andrea                         |                                                       |
| 2009                                           | Oogverblindend (Dazzle)                                | Kyra                           |                                                       |
| 2009                                           | Kikkerdril                                             | Heleen                         |                                                       |
| 2010                                           | Gangsterboys                                           | Carlita Boonstra               |                                                       |
| 2010                                           | Flysk                                                  | Frau                           | Kurzfilm                                              |
| 2011                                           | Midzomernacht                                          | Meike                          |                                                       |
| 2011                                           | Lotus                                                  | Elsa                           |                                                       |
| 2012                                           | Swchwrm                                                | Königin                        |                                                       |
| 2012                                           | De marathon                                            | Anita                          | Goldenes Kalb, Beste Nebenrolle                       |
| 2012                                           | Alles is familie                                       | Leonie                         |                                                       |
| 2013                                           | Frits & Franky                                         | Birgit                         |                                                       |
| 2013                                           | Nooit te oud                                           | Marleen Blok                   | Fernsehfilm                                           |
| 2013                                           | Mannenharten                                           | Susanne                        |                                                       |
| 2014                                           | Hartenstraat                                           | Mara                           |                                                       |
| 2015                                           | De Surprise                                            | Anne                           | Goldenes Kalb als beste Schauspielerin                |
| 2015                                           | Jack bestelt een broertje                              | Lea                            |                                                       |
| 2016                                           | Brasserie Valentijn                                    | Valentijn                      |                                                       |
| 2016                                           | Hartenstrijd                                           | Mara                           |                                                       |
| 2016                                           | Meester Kikker                                         | Ceciel                         |                                                       |
| 2018                                           | De matchmaker                                          | Celine                         |                                                       |
| 2019                                           | Der Club der hässlichen Kinder                         | Frau Bos                       |                                                       |
| 2020                                           | Buiten is het feest                                    | Moeder Willemke                |                                                       |
| 2021                                           | Verdwenen dagen                                        | Simone                         | auf Streamingdienst Videoland                         |
| 2021                                           | Anne+                                                  | Schreib-Coach                  |                                                       |
| 2023                                           | Klem                                                   | Kitty van Mook                 |                                                       |
| Fernsehserien                                  |                                                        |                                |                                                       |
| Jahr                                           | Produktion                                             | Rolle                          | Anmerkungen                                           |
| 1996                                           | Consult                                                |                                |                                                       |
| 1997–2000                                      | Goede tijden, slechte tijden                           | Hedwig Harmsen                 | Feste Rolle                                           |
| 1997                                           | Kees & Co                                              | Sandra                         | Folge Moeders en dochters                             |
| 1997                                           | Pittige tijden                                         | Hedwig Harmsen                 | Folge 2.09                                            |
| 1999                                           | Hertenkamp                                             | Anne Claire                    | 5 Folgen                                              |
| 2001                                           | Dok 12                                                 | Rayna Pascal                   | Feste Rolle                                           |
| 2001                                           | Toen was geluk heel gewoon                             | Vriendin van Adri              | Folge: De jukebox                                     |
| 2001                                           | Costa!                                                 | Janet                          | Feste Rolle                                           |
| 2001                                           | Sinterklaasjournaal                                    | Nietespiet                     | Feste Rolle                                           |
| 2002                                           | Trauma 24/7                                            | Mutter                         | Gastrolle                                             |
| 2005                                           | Medea                                                  | Vanessa                        | Miniserie                                             |
| 2005                                           | Costa! (Serie)                                         | Janet                          | Folge Zon, zee, seks en een prins (Teil 3 und 4)      |
| 2006                                           | Rauw!                                                  | Kiki                           | Feste Rolle                                           |
| 2006                                           | Sinterklaasjournaal                                    | Mevrouw                        |                                                       |
| 2006–2007                                      | ’t Schaep met de 5 pooten                              | Lena Braams                    | Feste Rolle                                           |
| 2007                                           | Lotte                                                  | Minnie Groeneveld              | 3 Folgen                                              |
| 2009                                           | ’t Vrije Schaep                                        | Lena Braams                    | Feste Rolle                                           |
| 2009                                           | Floor Faber                                            | Floor Faber                    | Feste Rolle                                           |
| 2010                                           | De TV Kantine                                          | Sweety Darling                 | Folge Aanvalluh!!!                                    |
| 2010–2011                                      | ’t Spaanse Schaep                                      | Lena Braams                    | Feste Rolle                                           |
| 2011                                           | Van God Los                                            | Tilly                          | Folge Spookbeeld                                      |
| 2011–2012                                      | Mixed Up                                               | Touba Blauwboer                | Feste Rolle                                           |
| 2012                                           | De Meisjes van Thijs                                   | Annika                         | Folge: Annika                                         |
| 2013                                           | ’t Schaep in Mokum                                     | Lena Braams                    | Feste Rolle                                           |
| 2013                                           | Verliefd op Ibiza                                      | Stella                         | Feste Rolle                                           |
| 2015                                           | ’t Schaep Ahoy                                         | Lena Braams                    | Feste Rolle                                           |
| 2016                                           | Alleen op de wereld                                    | Tiny Driscoll                  |                                                       |
| 2016                                           | La Famiglia                                            | Simone                         | Feste Rolle                                           |
| 2017                                           | Suspects (RTL)                                         | Sofie Teurlings                | Gastrolle                                             |
| 2017                                           | Dokter Tinus                                           | Zofia Waleska                  | Wiederkehrende Rolle                                  |
| 2017–heute                                     | Papadag                                                | Flora                          |                                                       |
| 2017–2023                                      | Klem                                                   | Kitty van Mook                 | Feste Rolle                                           |
| 2021                                           | Nieuw zeer                                             | verschiedene Figuren           |                                                       |
| 2021                                           | Misfit: Die Serie                                      | Schulleiterin Agnes Wilgenburg | Feste Rolle                                           |
| 2021                                           | Die Regeln von Floor                                   | Evas Mutter                    | Gastrolle                                             |
| 2023                                           | Juliette Martens \|Feste Rolle                         |                                |                                                       |
| Synchronisation und Hörspiele (niederländisch) |                                                        |                                |                                                       |
| Jahr                                           | Produktion                                             | Rolle                          | Anmerkungen                                           |
| 2006–2007                                      | Bratz                                                  | Jade                           | Film und Serie (Stimme)                               |
| 2006                                           | Bratz: De geest in de fles                             | Jade                           | Film (Stimme)                                         |
| 2006                                           | Bratz: Passion 4 Fashion Diamondz                      | Jade                           | Film (Stimme)                                         |
| 2008                                           | Niko – Ein Rentier hebt ab                             | Essie                          | Stimme                                                |
| 2008                                           | Bolt – Ein Hund für alle Fälle                         | Mittens, die Straßenkatze      | Stimme                                                |
| 2008                                           | Kika en Bob                                            | Kika                           | Stimme                                                |
| 2012                                           | Winx Club                                              | Flora                          | Film (Stimme)                                         |
| 2008–2011                                      | Pim en Pom                                             | Pim und Pom und andere Figuren | Stimme und Gesang                                     |
| 2009                                           | Love Life – Liebe trifft Leben                         | Roos                           | Hörspiel                                              |
| 2009                                           | Küss den Frosch                                        | Charlotte La Bouff             | Stimme                                                |
| 2008                                           | Sammys Abenteuer – Die Suche nach der geheimen Passage | Tessa                          | Stimme                                                |
| 2010                                           | De Moker                                               | Netty                          | Hörspiel                                              |
| 2011                                           | Rango                                                  | Boontje                        | Stimme                                                |
| 2012                                           | Madagascar 3: Flucht durch Europa                      | Gia, der Jaguar                | Stimme                                                |
| 2012                                           | Wreck-It Ralph                                         | Vanellope von Schweetz         | Stimme                                                |
| 2012                                           | Die Schneekönigin – Eiskalt verzaubert                 |                                | Stimme                                                |
| 2014                                           | The LEGO Movie                                         | Lucy / Wyldstyle               | Stimme                                                |
| 2014                                           | Pim & Pom: Het Grote Avontuur                          | Pim / Die Frau                 | Stimme                                                |
| 2014                                           | Trippel Trappel dierensinterklaas                      | Kari                           | Stimme                                                |
| 2015                                           | Alles steht Kopf                                       | Ekel                           | Stimme                                                |
| 2016                                           | We hebben er een geitje bij!                           |                                | Erzählerstimme und Gesang                             |
| 2016                                           | Alicia weet wat te doen!                               | Salda                          | Stimme                                                |
| 2016                                           | The Secret Life of Pets                                | Katie                          | Stimme                                                |
| 2017                                           | Rikkie de Ooievaar                                     | Olga                           | Stimme                                                |
| 2018                                           | Ralph Breaks the Internet                              | Vanellope von Schweetz         | Stimme und Gesang                                     |
| 2018 – heute                                   | De Boterhamshow                                        | Sidekick „Kick“                | Stimme                                                |
| 2019                                           | The LEGO Movie 2                                       | Lucy / Wyldstyle               | Stimme                                                |
| 2019                                           | The Secret Life of Pets 2                              | Katie                          | Stimme                                                |
| 2020                                           | Gothrecht                                              | Brinta                         | Stimme und Gesang                                     |
| 2021–2022                                      | De avonturen van Pim & Pom in het museum               | Pim und Pom und andere Figuren | Stimme und Gesang                                     |
| 2022                                           | DC League of Super-Pets                                | Lulu                           | Stimme                                                |
| Fernsehsendungen                               |                                                        |                                |                                                       |
| Jahr                                           | Produktion                                             | Rolle                          | Anmerkungen                                           |
| 2004                                           | Nationaal Songfestival                                 | Jurymitglied                   | Vorentscheid Niederlande beim Eurovision Song Contest |
| 2005                                           | Gotcha                                                 | Moderation                     |                                                       |
| 2005                                           | De Milieuridders                                       | Moderation                     |                                                       |
| 2006–2011, 2013                                | De Wereld Draait Door                                  | Diskussionsteilnehmerin        |                                                       |
| 2006–2007, 2013, 2017–2018                     | Ranking the Stars                                      | Jurymitglied                   |                                                       |
| 2007                                           | Knevel & Van den Brink                                 | Co-Moderation                  |                                                       |
| 2008                                           | Noorderlicht Nieuws                                    | Moderation                     |                                                       |
| 2008                                           | Wie is de Mol?                                         | Kandidatin                     |                                                       |
| 2009                                           | De Tafel van 5                                         | Diskussionsteilnehmerin        |                                                       |
| 2009                                           | Ik wed dat ik het kan!                                 | Moderation                     | Einmalig                                              |
| 2014                                           | Van der Vorst ziet sterren                             | sie selbst                     | Einmalig                                              |
| 2014                                           | De week van Filemon                                    | sie selbst                     | Einmalig                                              |
| 2015                                           | Carlo's TV Café                                        | Moderation                     | Einmalig                                              |
| 2018                                           | Vier handen op één buik                                | Bekannte Mutter/sie selbst     | Einmalig                                              |
| 2018–2019                                      | Praat Nederlands met me                                | Teamleiterin                   |                                                       |
| 2018                                           | Waar is De Mol?                                        | Reisender Gast                 | Einmalig                                              |
| 2018                                           | Verborgen Verleden                                     | sie selbst                     | Einmalig                                              |
| 2020                                           | Mondo                                                  | (Talkshow) sie selbst          | Einmalig                                              |
| 2021                                           | Het perfecte plaatje                                   | Kandidatin                     | 3. Platz                                              |
| 2021                                           | Ben ik hier alleen?                                    | Moderation                     | Dokumentarserie                                       |
| 2023                                           | Date Smakelijk                                         | Moderation                     | Zusammen mit Patrick Martens                          |
| 2023                                           | Moordfeest                                             | Kandidatin                     | Einmalig                                              |
| 2023                                           | Rad van het Jaar                                       | Gast                           | Einmalig                                              |
| Theater                                        |                                                        |                                |                                                       |
| Jahr                                           | Produktion                                             | Rolle                          | Anmerkung                                             |
| 2000                                           | De Geest van Laat maar Waaien                          |                                | Musical                                               |
| 2005                                           | Oogverblindend                                         | Chantal                        | Text und Regie: Cyrus Frisch                          |
| 2005                                           | De Barones                                             |                                |                                                       |
| 2007                                           | De Batavia                                             |                                | Text: Marcel Otten, Regie: Ignace Cornelissen         |
| 2010                                           | Late Avond Idealen                                     |                                | Regie: Sanne Vogel                                    |
| 2010                                           | Ik hield van Hitler                                    | Friedelind Wagner              |                                                       |
| 2011                                           | Der eingebildete Kranke                                | Beline                         | Text: Molière, Regie: Jos Thie                        |
| 2016                                           | Venus im Pelz                                          | Vanda                          | Text: David Ives, Regie: Johan Doesburg               |

## Diskografie

### Alben
| Sugar Spider | 18-11-2002 | 14-12-2002 | 70 | 4 |  |

### Singles
| If You Want Me   | 10-07-2000 | 15-07-2000 | 38 | 1  |             |
| Ritmo            | 10-04-2001 | 13-04-2001 | 11 | 15 | feat. Janet |
| C.O.S.T.A.       | 01-10-2001 | 05-10-2001 | 24 | 7  | vs Costa!   |
| Yo Quiero Bailar | 30-11-2001 | 07-12-2001 | 27 | 6  |             |
| This Christmas   | 03-12-2001 | 07-12-2001 | 27 | 6  |             |
| Denis            | 18-10-2002 | 25-10-2002 | 30 | 2  |             |

## Bibliografie
| 2015 | Extase                                                        | Sanoma Media           | ISBN 978-90-443-4967-2 | Erotische Geschichtensammlung, Co-Autorin |
| 2016 | Loze ruimte                                                   | Uitgeverij Podium B.V. | ISBN 978-90-5759-809-8 | Sammlung ihrer Kolumnen                   |
| 2017 | Onze Dieren: Schrijvers over hun kat, hond, konijn of hagedis | De Geus                | ISBN 978-90-445-3966-0 | Geschichtensammlung, Co-Autorin           |
| 2018 | Iets om naar uit te kijken                                    | Uitgeverij Podium B.V. | ISBN 978-90-5759-927-9 | Sammlung ihrer Kolumnen                   |